# Palácio Brühl (Varsóvia)

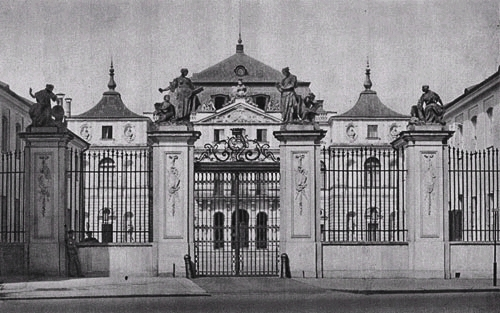
Portão principal e fachada do Palácio Brühl.

O Palácio Brühl (em polaco: Pałac Brühla), também conhecido como Palácio Sandomierski, foi um grande palácio polaco e um dos mais belos edifícios rococó de Varsóvia antes da Segunda Guerra Mundial. Erguia-se na Praça Piłsudski. Foi completamente destruído, em 1944, juntamente com o Palácio Saxão, pelos alemães em retirada.

## História

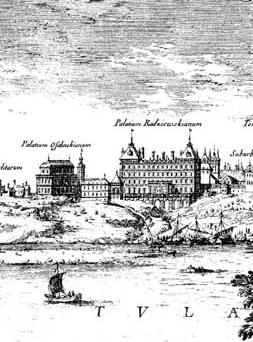
O palácio na época de Ossoliński, à esquerda, com o Palácio Kazanowski, à direita, antes de 1650.

O palácio foi construído entre 1639e 1642 por Lorenzo de Sent, para o Kanclerz (Grande Chanceler da Coroa) Jerzy Ossoliński, em estilo maneirista. Foi erguido numa planta rectangular alongada, com duas torres hexagonais no lado do edifício voltado ao jardim. O palácio foi adornado com esculturas - alegoria da Polónia sobre o portal principal, quatro figuras de Reis da Polónia nos nichos e uma estátua de Minerva coroando o telhado. Uma possível inspiração para o pavilhão na parte superior do palácio com telhado característico poderá ter sido a reconstrução efectuada por Bonifaz Wohlmut no Belvedere, em Praga, entre 1557 e 1563.
Depois da morte do Chanceler, a propriedade foi herdada pela sua filha, Helena Tekla Ossolińska, esposa de Aleksander Michał Lubomirski, Starosta de Sandomierz (de onde o palácio tomou o nome Sandomierski). Mais tarde, entre 1681 e 1696, foi reconstruído e remodelado por Tylman van Gameren e Giovanni Bellotti para o Príncipe Józef Karol Lubomirski - filho de Aleksander Michał e Helena.
Em 1750, Heinrich von Brühl comprou o palácio como residência. Entre 1754 e 1759 foi reconstruído de acordo com os desenhos de Johann Friedrich Knöbel e Joachim Daniel von Jauch. O palácio foi aumentado e coberto com um telhado com mansarda. Dois edifícios exteriores foram acrescentados ao complexo palaciano rodeando um pátio triangular que, algumas vezes, serviu como campo de parada. A partir desta época, o edifício passou a ser conhecido como Palácio Brühl.

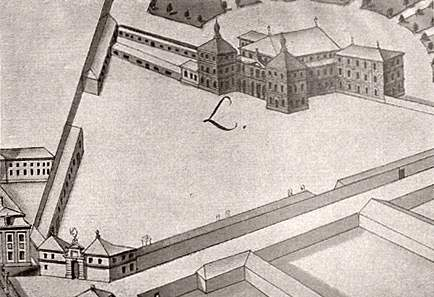
O palácio, antes de 1754, na época em que pertencia aos Lubomirski.

No dia 27 de Maio de 1787, o palácio desempenhou um papel chave numa conspiração urdida pelo embaixador russo na Polónia, Otto Magnus von Stackelberg, como parte do descarrilamento duma política polaca que parecia ameaçar a Rússia. Com poucas guerras importantes nas décadas anteriores, a economia da Comunidade Polaco-Lituana estava a melhorar e o seu orçamento tinha um notável superávit. Muitas vozes diziam que o dinheiro devia ser gasto na providência de novos equipamentos para o exército polaco e no aumento do seu tamanho. No entanto, como um grande exército polaco podia ser uma ameaça para as guarnições russas que controlavam a Polónia, von Stackelberg ordenou que os seus procuradores no Conselho Permanente gastassem o dinheiro com uma finalidade diferente: pela gigantesca soma de um milhão de złote (representando a maior parte do superávit), o Conselho comprou o Palácio Brühl - e doou-o prontamente ao "aliado da Polónia" - a Rússia - para servir como sua nova embaixada.
No final do século XVIII, Dominik Merlini deu ao interior um aspecto neoclássico.
Durante o perído compreendido entre 1932 e 1937, o palácio foi adaptado para uso do Ministério dos Negócios Estrangeiros da nova República Polaca. O arquitecto, desta vez, foi Adam Pniewski, o qual acrescentou um novo edifício moderno e modernizou os interiores de todos os edifícios do complexo palaciano.
No dia 18 de dezembro de 1944, o Palácio Brühl foi deliberada e completamente destruído pelos alemães, no contexto da Segunda Guerra Mundial.
As autoridades do governo municipal de Varsóvia decidiram recentemente reconstruir o Palácio Brühl. O novo edifício terá uma fachada referente à sua forma histórica, mas um novo investidor privado deve adaptar os interiores às necessidades tanto dum espaço de escritórios como dum hotel. Recentemente, o Banco da Polónia mostrou um considerável interesse em usar o palácio reconstruído como a sua principal base de operações na capital, Varsóvia.

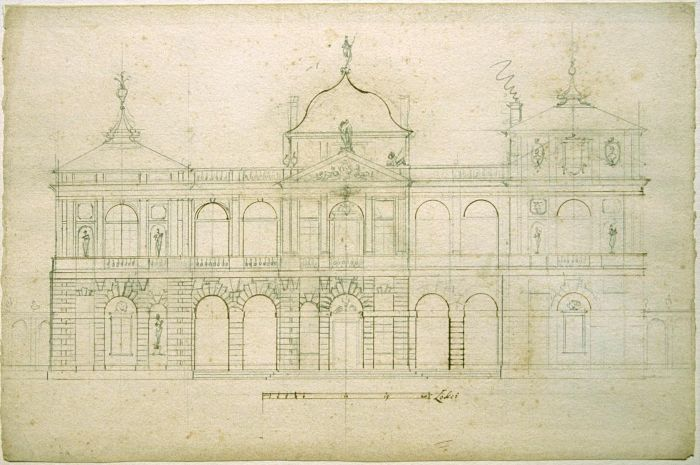
Desenho da reconstrução do palácio por Tylman van Gameren.
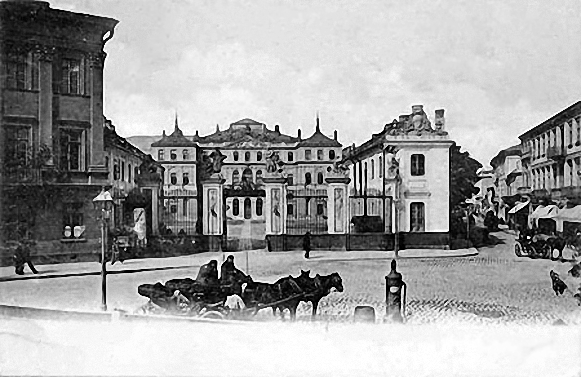
O Palácio Brühl antes da Segunda Guerra Mundial.
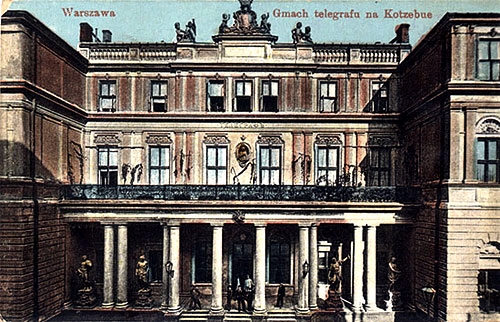
Fachada traseira do palácio antes de 1915.
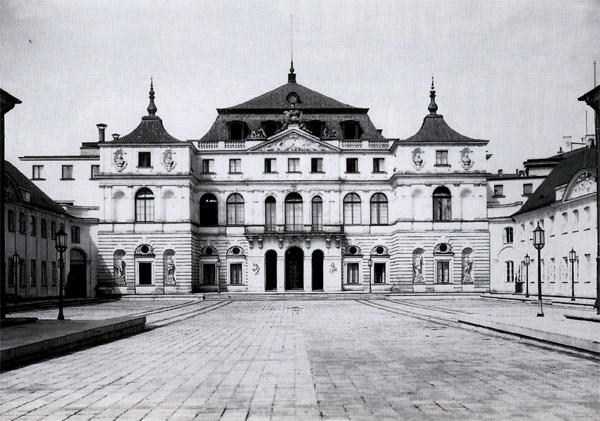
O palácio como sede do Ministério dos Negócios Estrangeiros na década de 1930.
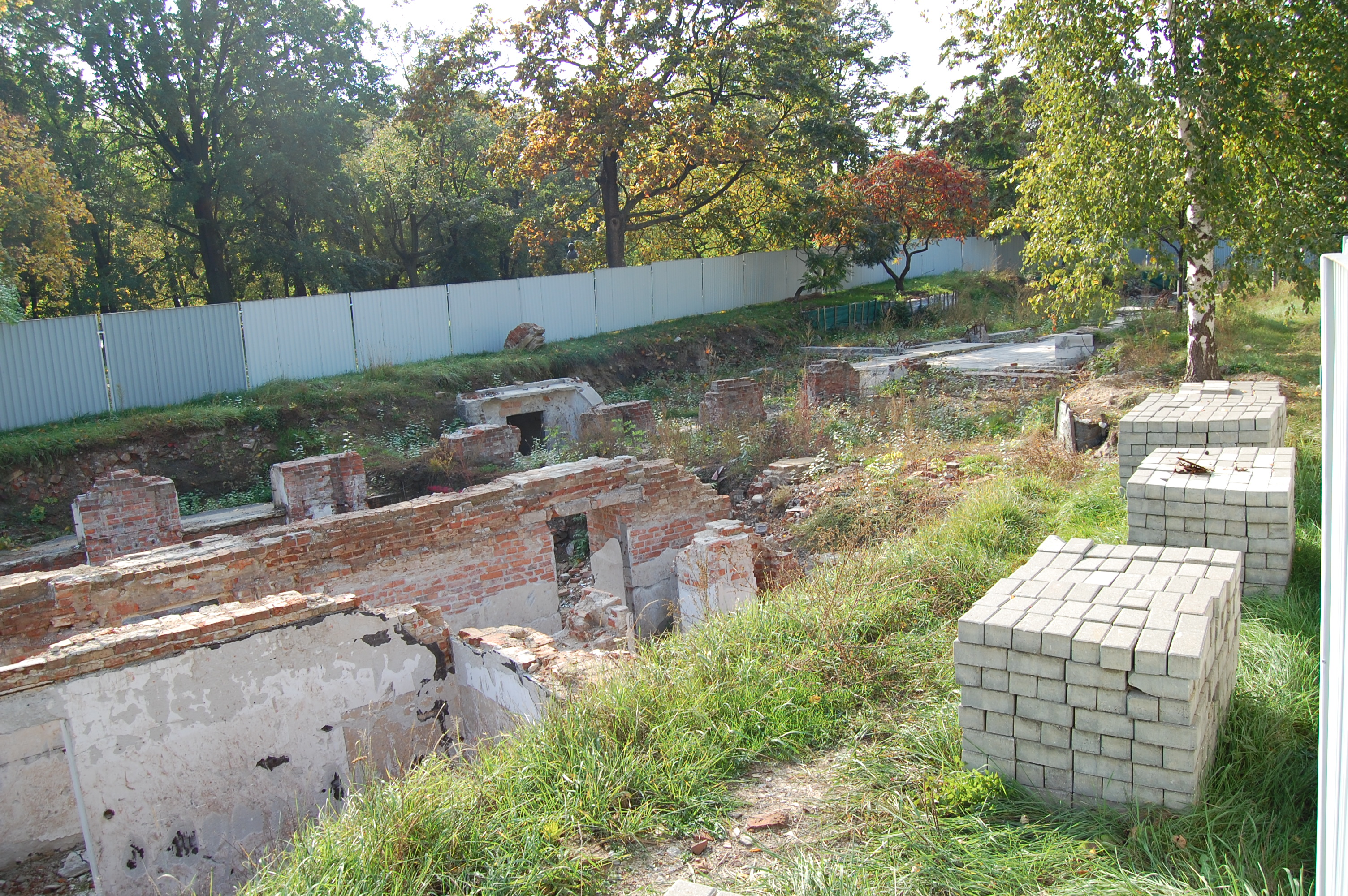
Fundações do Palácio Brühl em 2007.